# Ferdinand Langlé
Joseph Adolphe Langlois, noto come Ferdinand Langlé (Parigi, 21 novembre 1798 – Parigi, 18 ottobre 1867), è stato un drammaturgo e giornalista francese.
È anche il fondatore delle Pompe Funebri Generali.

## Biografia
Joseph Langlois era figlio di Honoré Langlé (1741-1807), compositore francese di origine monegasca.
Dopo gli studi in medicina, diresse la Compagnia Generale delle Sepolture prima di fondare nel 1828 la Compagnia Generale delle Pompe Funebri.
Si è poi rivolto alla letteratura. Sotto gli pseudonimi di Ferdinand o Eusèbe , scrisse articoli su vari giornali oltre a diverse opere teatrali che riscossero un discreto successo. Pubblicò anche due opere anonime in francese antico : Les Contes du gay sçavoir, ballades, fabliaux et traditions du moyen âge (1828) e L'Historial du jongleur, chroniques et légendes françaises (1829).
Morì nel 1867 all'età di 68 anni e fu sepolto nel cimitero di Père-Lachaise (13ª divisione).
Era il padre di Aylic Langlé (1827-1870) e Marie-Ange-Ferdinand Langlois (-1908), entrambi drammaturghi e giornalisti.

## Opere
- 1820: La Suite du Folliculaire ou l'Article in suspens, commedia-vaudeville in 1 atto, con Ramond de la Croisette, Armand d'Artois, Eugène Scribe e Emmanuel Théaulon;[3]
- 1822: Une journée à Montmorency, tableau-vaudeville in un atto con Théaulon e de la Croisette;[4]
- 1822: Le Gueux, ou la Parodie du paria, tragedia burlesca in 5 atti e in versi, con Théaulon e Armand d'Artois;
- 1822: Le Zodiaque de Paris, à propos du Zodiaque de Denderah, vaudeville-episodico in 1 atto, con Mathurin-Joseph Brisset;
- 1823: Le Magasin de lumière, scene à-propos dell'illuminazione a gas, con Mathurin-Joseph Brisset, Ramond de la Croisette e Emmanuel Théaulon;
- 1823: Les Aides de camp, commedia vaudeville in 1 atto con Théaulon;
- 1824: Les Quinze, ou les Déménagements, commedia-vaudeville in 1 atto, con Francis baron d'Allarde e Frédéric de Courcy;
- 1824: Un jour à Dieppe, à-propos-vaudeville, con Saint-Hilaire, Villeneuve e Charles Dupeuty;
- 1824: Pierre et Marie, ou le Soldat ménétrier, commedia-vaudeville in 1 atto, con Dupeuty e Ferdinand de Villeneuve;
- 1824: Un jour à Dieppe, à-propos-vaudeville, con Saint-Hilaire, Dupeuty e de Villeneuve;
- 1825: Apollon II, ou les Muses à Paris, Vaudeville episodico in un atto, con Auguste Romieu;[5]
- 1826: La Salle des pas perdus, tableau in 1 atto e in vaudeville, con de Courcy e Francis d'Allarde;
- 1826: La Dette d'honneur, commedia vaudeville in 2 atti, con Dupeuty e Villeneuve;
- 1830: Un tour in Europe, incubo in 4 entrate, con prologo e epilogo, con Charles de Livry e de Leuven;
- 1833: Camarade de lit, commedia in 2 atti con Louis-Émile Vanderburch;
- 1836: Venise au sixième étage ou la Manie des bals masqués, vaudeville in 1 atto, con Théaulon e de Courcy;
- 1839: La Jacquerie, opera in 4 atti di Ferdinand Langlé e Jules-Édouard Alboize de Pujol, musica di Joseph Mainzer;
- 1839: La belle Bourbonnaise, commedia-vaudeville in 2 atti, con Michel-Nicolas Balisson de Rougemont e Dupeuty;
- 1839: Les Floueurs, ou l'Exposition de la flibusterie française, con Dupeuty;
- 1842: Un bas bleu, vaudeville in 1 atto, con de Villeneuve;
- 1843: Les Buses-graves, parodia in 3 atti e in versi, con Dupeuty;
- 1844: Le Troubadour omnibus, folie-vaudeville in 1 atto, con Dupeuty;
- 1854: Une sangsue, commedia vaudeville in 1 atto, con de Villeneuve;
- 1856: Maître Pathelin, opéra-comique in un atto, libretto di Langlé e Adolphe de Leuven, musica di François Bazin;